# 竹林禪院

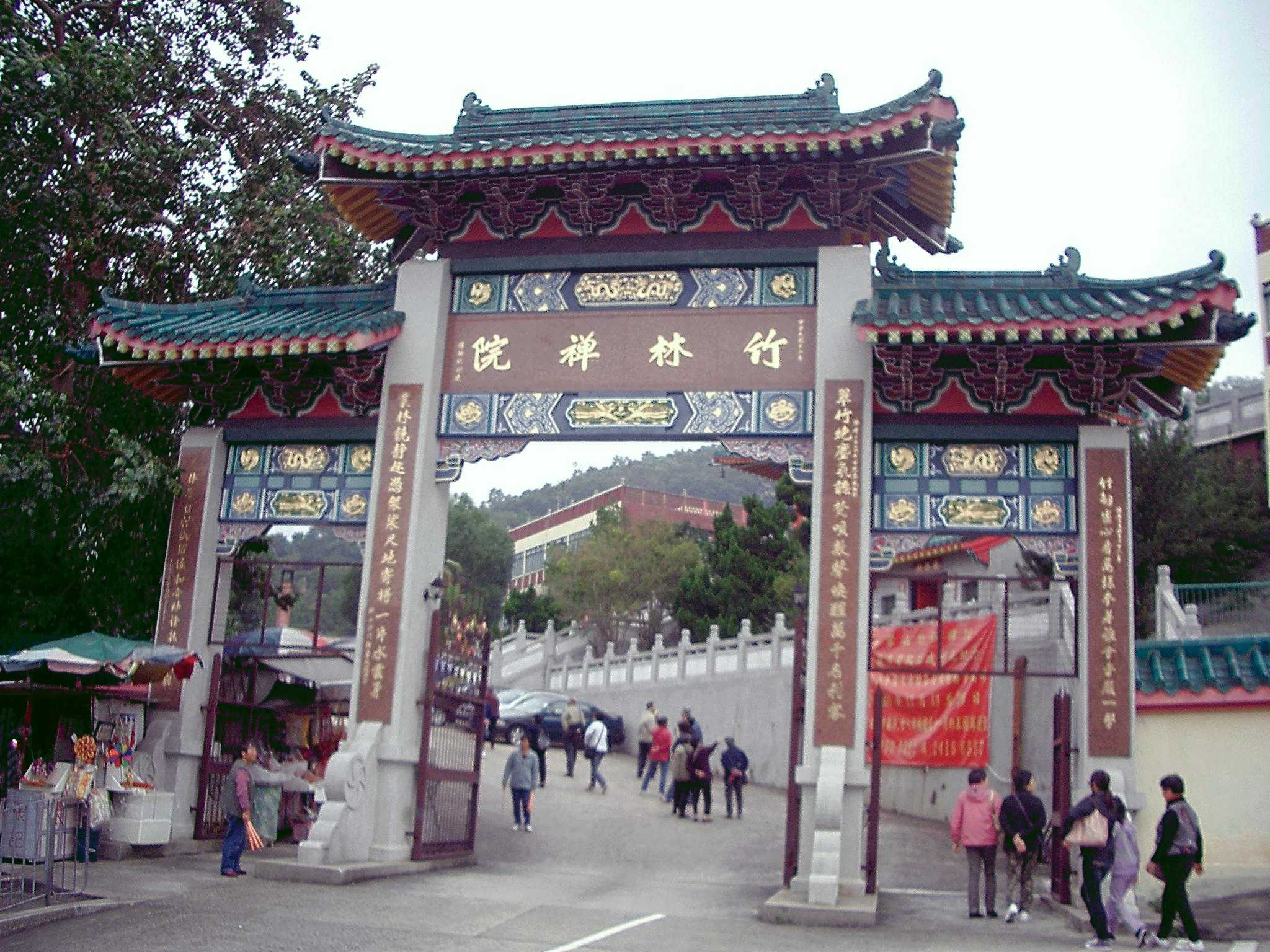
香港，荃灣，芙蓉山新村，竹林禪院，山門

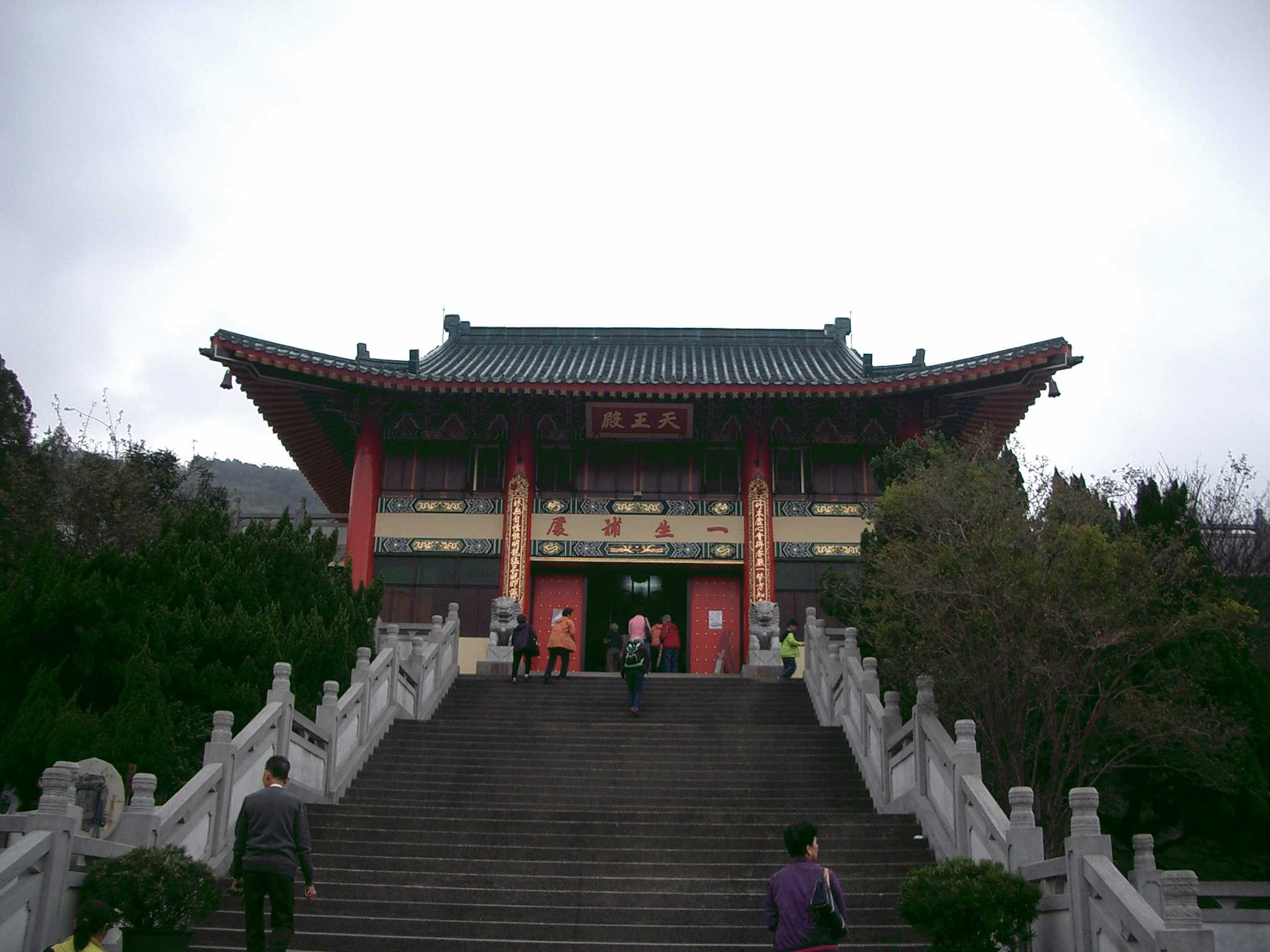
香港，荃灣，芙蓉山新村，竹林禪院，天王殿

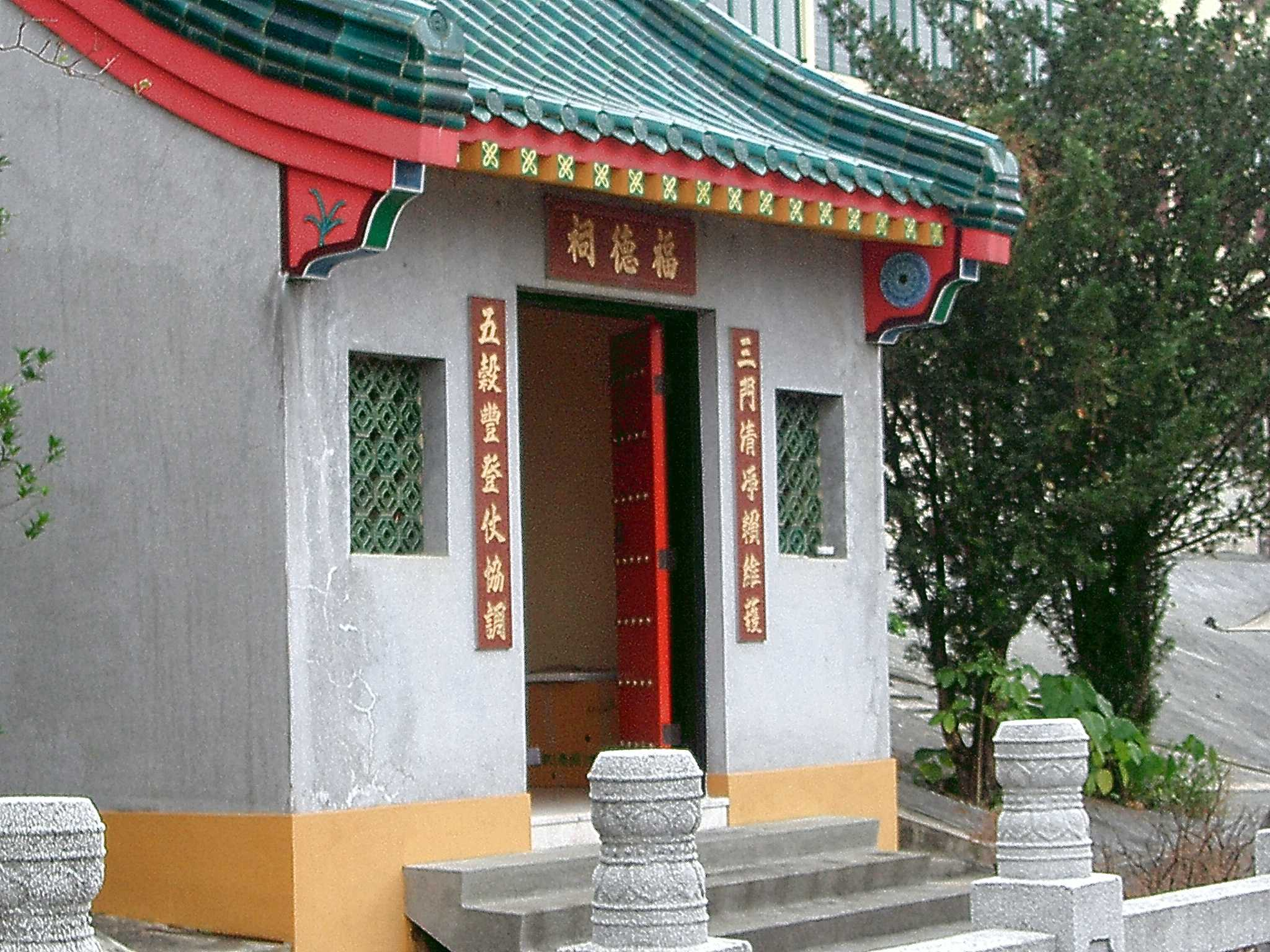
香港，荃灣，芙蓉山新村，竹林禪院，福德祠

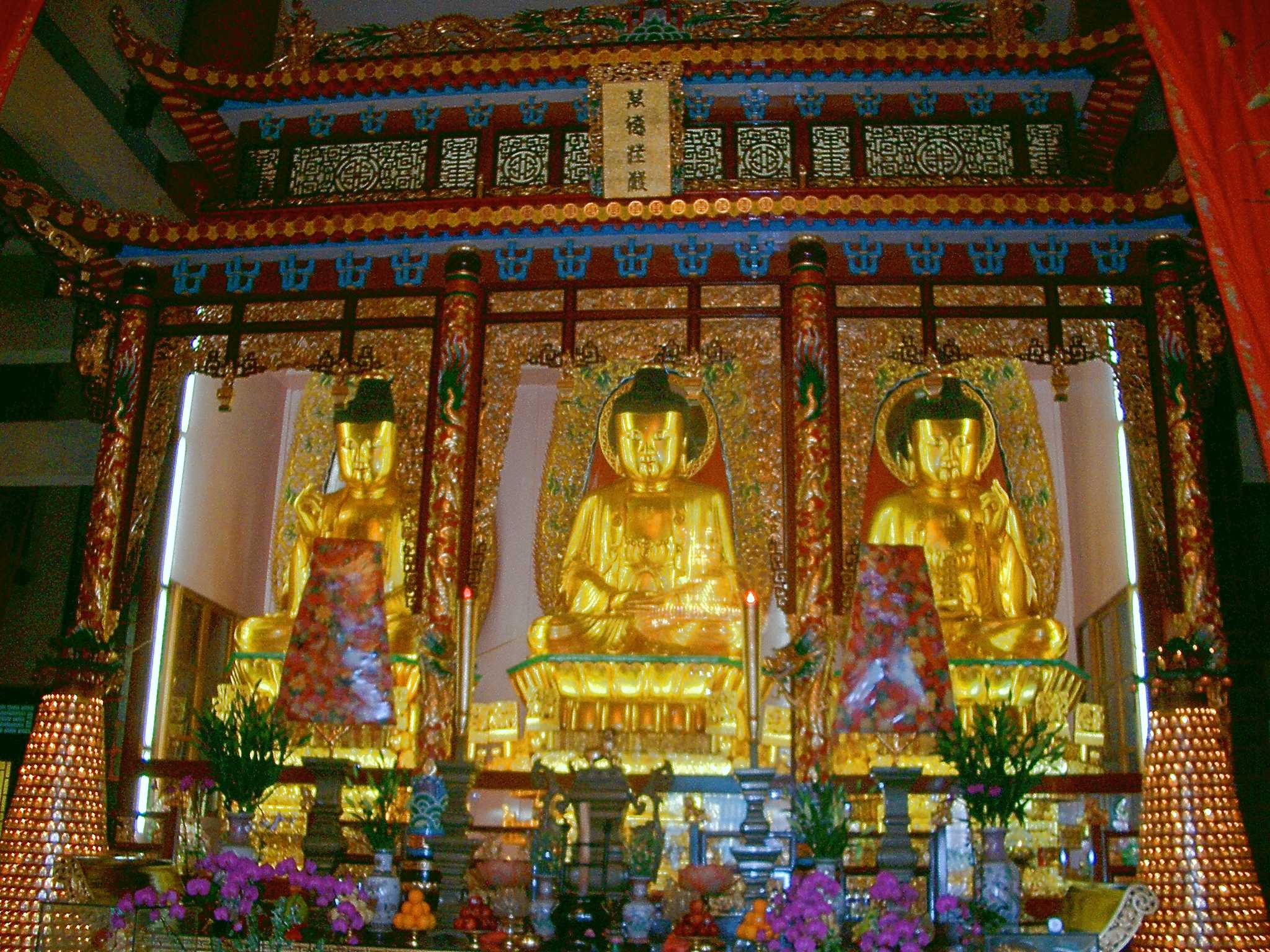
香港，荃灣，芙蓉山新村，竹林禪院，佛像

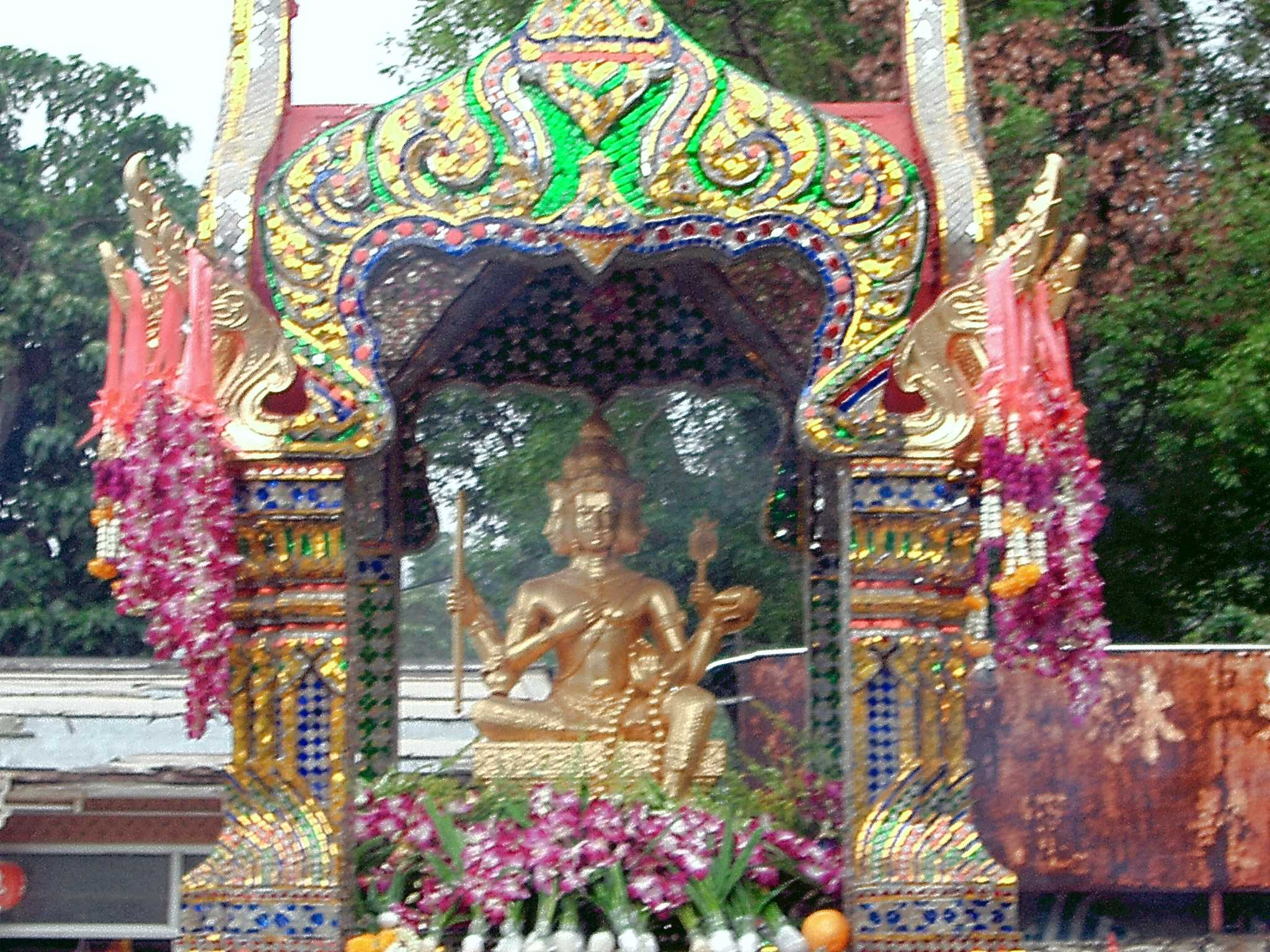
香港，荃灣，芙蓉山新村，竹林禪院，四面佛像

竹林禪院是香港最大的佛寺之一，位於香港新界荃灣芙蓉山南麓，佔地4公頃多。佔地山上風光明媚，盡覽荃灣新市鎮，遠望藍巴勒海峽及青衣島。
　　

## 建造歷史
- 1928年開始，由融秋和尚以竹席棚架建成佛寺。
- 1932年，「浮屠殿」落成，正式定名為「竹林禪院」
- 在二戰期間日本殖民時代，他們開辟土地耕種，實行自給自足度過艱難的時期。
- 1949年，中國 共產黨逼使大批僧侶南逃，他們大開方便之門，來者不拒，招待食宿。
- 1970年，他們向香港政府補地價購入現時「大雄寶殿」之土地。
- 1975年奠基興建「大雄寶殿」，並在公元1982年落成開光。

## 建築特色
- 入口處的山門為一石牌坊，刻有「竹林禪院」四個漢字，登白石階直達「天王殿」。
  - 山門中央橫匾：中華民國17年(1928年)，竹林禪院，融秋創建。
  - 山門的外對聯：佛曆2436年(1893年) - 「竹解靈心看萬綠參差誰會香嚴一擊；林X自性X眾緣和合玅詮龍猛三觀。」
  - 山門的內對聯：佛曆2524年(1981年)重建落成，挕山沙門超塵敬題：「翠竹絕塵氛聽梵唄數聲喚醒萬千名利客；叢林饒靜趣憑袈裟尺地寄將一片水雲身。」
- 進入「天王殿」即見一尊彌勒佛的像，面容祥和歡喜。
  - 天王殿的橫匾：一生補處
  - 天王殿的對聯：「竹本虛心會得香嚴一擊方知來路；林無自性能明龍猛三觀即識歸程。」
  - 彌勒佛的對聯：「眼前都是有緣人相近相親怎不滿腔歡喜，世間盡多難耐事自作自受何妨大肚包容。」
- 「天王殿」左側有「福德祠」，「天王殿」後方是「韋馱殿」。
  - 福德祠的對聯：「三門清靜賴維護；五殼豐登仗協調。」
- 在「韋馱殿」後，剛出庭院，石階前置大「香爐」，左右均有蓄水池及亭臺花圃，旁種參天樹木、大紅茶花。「鐘樓」及「鼓樓」分立兩旁。
- 再拾級而上就是「大雄寶殿」，外觀莊嚴雄偉，殿前立有氣勢非凡的紅色圓柱。殿裡供奉釋迦牟尼佛像、藥師琉璃佛像及阿彌陀佛像，兩旁有金身羅漢像。「大雄寶殿」後奉觀音菩薩的像。
- 再拾級而上就是第一座磚石建造的「浮屠殿」，殿前有石山魚池，兩旁為禪房。殿內供奉地藏菩薩 像，由觀音像左右脅護，牆上刻有佛教故事的浮雕壁畫。殿內建有7層木塔，此殿曾於公元1953年重修。
- 「浮屠殿」後有天然的重疊岩石稱：「佛塔」，下方有「妙蓮洞」及「觀音洞」等兩個岩洞。    另外還有「南天竹」、「紫竹林」、「上天竺」、「彌陀茅蓬」、「金剛茅蓬」、「修持茅蓬」、「觀音望海洞」、「羅漢洞」、「東林念佛堂」及「拜經臺」等觀光熱點。 後山有「五百羅漢堂」及「菩提園」。
- 花園金璧輝煌的祭臺上尚供奉一尊四面佛的雕像。

## 歷任住持
| 第一代住持 | 釋勝林             |
| 第二代住持 | 釋建良             |
| 第三代住持 | 釋融秋（開山祖師） |
| 第四代住持 | 釋茂芬             |
| 第五代住持 | 釋意昭             |
| 第六代住持 | 釋能修             |

## 公共交通
- 私家車或的士：設有大型停車場可供駕駛人士使用。
- 專線小巴85號，來往荃灣兆和街至竹林禪院。
- 九巴51號巴士，來往荃灣西站至上村，步行約5分鐘才到達。

## 鄰近的觀光熱點
- 曹公潭
- 三疊潭
- 圓玄學院
- 西方寺
- 香海慈航
- 普光園
- 虛雲和尚紀念堂
- 東林念佛堂